# Морозова, Нина Анатольевна
Ни́на Анато́льевна Моро́зова (урождённая Аргуно́ва; род. 15 сентября 1989, Сочи, Краснодарский край, СССР) — российская легкоатлетка, специализирующаяся в барьерном беге. Чемпионка России 2015, 2016 годов в помещении. Мастер спорта России международного класса.

## Биография
Тренируется под руководством Георгия Константиновича Шабанова. Несмотря на то, что известна больше как бегунья на 100 метров с барьерами, успешно участвует и в соревнованиях на гладких 200 метрах. В 2011 году ей удалось сделать победный дубль на этих дистанциях на первенстве России среди молодёжи. Отличная форма позволила ей поехать в том же сезоне в составе сборной России сразу на 2 официальных турнира. На чемпионате Европы среди молодёжи в чешской Остраве Нина заняла 5-е место в финале на 100 м с/б с результатом 13,26 (при личном рекорде 13,03). В эстафете 4×100 м она помогла команде финишировать на втором месте, которое спустя несколько дней превратилось в первое: победившая команда Украины была дисквалифицирована в связи с допинговыми нарушениями. Спустя месяц в китайском Шэньчжэне на Универсиаде она вышла на старт 200-метровки, где дошла до полуфинала и с результатом 23,71 завершила выступления (снова не сумев приблизиться к личному рекорду, 23,41).
В феврале 2013 года Аргунова выступила на редко проводимой в помещениях дистанции 100 метров с барьерами (обычно зимой спринтеры бегут 60 метров). На турнире в норвежском Флурё она превзошла рекорд России на 3 сотых секунды — 13,16. Прежнее достижение принадлежало Наталье Лебедевой и было установлено ещё в 1980 году.
Вторая попытка покорить Универсиаду была предпринята в 2013 году. Перед родными трибунами в Казани Нина вышла в финал на 100 м с/б, где осталась 5-й с высоким для себя результатом 13,06. Впереди были такие сильные бегуньи, как американка Вашти Томас (12,61 — рекорд Игр) и призёр чемпионатов Европы Алина Талай из Белоруссии (12,78).
На чемпионате России — 2013 установила личный рекорд в предварительных забегах 13,01, но в полуфинале показала результат на полсекунды хуже и осталась на 9-м месте.
В 2014 году она впервые попала на подиум национального чемпионата, финишировав второй с результатом 13,13. А через полгода сделала ещё один шаг наверх и выиграла в упорной борьбе зимний чемпионат России 2015 года в беге на 60 м с барьерами с личным рекордом 8,06. Это время она улучшила спустя месяц на чемпионате Европы в помещении, пробежав в полуфинале за 8,05, но такие секунды не позволили ей выйти в решающий забег.

## Основные результаты
| Год  | Турнир                          | Место проведения  | Дисциплина       | Место      | Результат        |
| ---- | ------------------------------- | ----------------- | ---------------- | ---------- | ---------------- |
| 2010 | Чемпионат России в помещении    | Москва, Россия    | 60 м с/б         | 11-е       | 8,45             |
| 2010 | Чемпионат России в помещении    | Москва, Россия    | 200 м            | 10-е       | 24,10            |
| 2010 | Командный чемпионат России      | Сочи, Россия      | 100 м с/б        | 4-е        | 13,31            |
| 2011 | Чемпионат России в помещении    | Москва, Россия    | 60 м с/б         | 7-е        | 8,47             |
| 2011 | Чемпионат России в помещении    | Москва, Россия    | 200 м            | 4-е        | 24,23            |
| 2011 | Командный чемпионат России      | Сочи, Россия      | 100 м с/б        | 4-е        | 13,53            |
| 2011 | Командный чемпионат России      | Сочи, Россия      | 200 м            | 3-е        | 23,41            |
| 2011 | Кубок России                    | Ерино, Россия     | 100 м с/б        | 2-е        | 13,06 (+2,7 м/с) |
| 2011 | Чемпионат Европы среди молодёжи | Острава, Чехия    | 100 м с/б        | 5-е        | 13,26            |
| 2011 | Чемпионат Европы среди молодёжи | Острава, Чехия    | эстафета 4×100 м | 1-е        | 44,14            |
| 2011 | Чемпионат России                | Чебоксары, Россия | 100 м с/б        | 7-е        | 13,22            |
| 2011 | Универсиада                     | Шэньчжэнь, Китай  | 200 м            | 9-е (1/2)  | 23,71            |
| 2012 | Чемпионат России                | Чебоксары, Россия | 100 м с/б        | 5-е        | 13,13            |
| 2012 | Чемпионат России                | Чебоксары, Россия | 200 м            | 16-е       | 23,55            |
| 2013 | Чемпионат России в помещении    | Москва, Россия    | 200 м            | 4-е        | 23,88            |
| 2013 | Универсиада                     | Казань, Россия    | 100 м с/б        | 5-е        | 13,06            |
| 2013 | Чемпионат России                | Москва, Россия    | 100 м с/б        | 9-е        | 13,54            |
| 2014 | Чемпионат России в помещении    | Москва, Россия    | 60 м с/б         | 8-е        | 8,37             |
| 2014 | Кубок России                    | Ерино, Россия     | 100 м с/б        | 3-е        | 13,15            |
| 2014 | Чемпионат России                | Казань, Россия    | 100 м с/б        | 2-е        | 13,13            |
| 2015 | Чемпионат России в помещении    | Москва, Россия    | 60 м с/б         | 1-е        | 8,06             |
| 2015 | Чемпионат Европы в помещении    | Прага, Чехия      | 60 м с/б         | 11-е (1/2) | 8,05             |